# Keeranur
Keeranur é uma panchayat (vila) no distrito de Dindigul, no estado indiano de Tamil Nadu.

## Demografia
Segundo o censo de 2001,  Keeranur  tinha uma população de 6296 habitantes. Os indivíduos do sexo masculino constituem 49% da população e os do sexo feminino 51%. Keeranur tem uma taxa de literacia de 57%, inferior à média nacional de 59.5%: a literacia no sexo masculino é de 63% e no sexo feminino é de 50%. Em Keeranur, 12% da população está abaixo dos 6 anos de idade.